# Administrativna podjela Moldavije
Moldavija je podijeljena na 37 podnacionalnih jedinica koje uključuju 32 distrikta.
1. Anenii Noi
2. Basarabeasca
3. Briceni
4. Cahul
5. Cantemir
6. Călărași
7. Căușeni
8. Cimișlia
9. Criuleni
10. Dondușeni
11. Drochia
12. Dubăsari
13. Edineț
14. Fălești
15. Florești
16. Glodeni
17. Hîncești
18. Ialoveni
19. Leova
20. Nisporeni
21. Ocnița
22. Orhei
23. Rezina
24. Rîșcani
25. Sîngerei
26. Soroca
27. Strășeni
28. Șoldănești
29. Ștefan Vodă
30. Taraclia
31. Telenești
32. Ungheni

tri općine:
| 1. Chișinău | 1. Bălți | 1. Bender |

jedan autonomni teritorij:
1. Gagauzija

jednu teritorijalnu jedinicu:
1. Pridnjestrovlje

Konačni status Pridnjestrovlja nije riješen, regija nije pod kontrolom moldavskih vlasti. Gradovi Comrat i Tiraspol također imaju status općine, ali nisu među prvom podjelom jedinica u Moldaviji. Oni su sjedišta Gagauzije i Pridnjestrovlja.
Moldavija ima ukupno 982 inkorporiranih mjesta (de jure s 982 gradonačelnika i 982 mjesna odbora), od kojih 5 imaju status općine, 61 ima status grada te 916 sela sa statusom naselja. Oni pokrivaju cijelo područje zemlje. Još 699 sela su premala da imaju zasebnu administraciju, te su dio bilo gradova (40 njih) ili općina (659). To čini ukupno 1.681 lokalitet, svi su osim dva naseljeni. Kišinjev, Bălţi i Bender su kao općine i teritorijalna jedinica prve razine omogućuju svojim predgrađima selima koji su dovoljno veliki da imaju vlastitog gradonačelnika i mjesni odbor. Za razliku od toga sela koja su administrativno dio ostalih gradova nemaju autonomiju.

## Vanjske poveznice
- Moldavsko Ministarstvo lokalne uprave
  - Modification 37-XV-14.02.2003
  - Modification 124-XV-18.03.2003